# 1992年夏季残疾人奥林匹克运动会墨西哥代表团
1992年夏季残疾人奥林匹克运动会墨西哥代表团是墨西哥派出的1992年夏季残疾人奥林匹克运动会代表团。获得1枚银牌和10枚铜牌。